# Peter Ruting
Peter Ruting (Amsterdam, 5 november 1938 - Laren, 12 februari 2015) begon als reclamefotograaf en legde zich later toe op minimalistische stillevens.
Na het voltooien van zijn studie (1960) aan het Instituut voor Beeldende Kunsten en Ambachten in Amsterdam, dat tegenwoordig de Gerrit Rietveld Academie heet, begon hij zijn carrière als freelance reclamefotograaf. In 1968 opende hij zijn eigen studio in Amsterdam. Steeds meer bedrijven, reclamebureaus en organisaties benaderden hem voor de fotografie van grote projecten, zoals campagnes voor banken, brouwerijen en de zuivelindustrie.
Geleidelijk aan voelde hij de behoefte om meer tijd te besteden aan zijn eigen werk. In de jaren zeventig nam hij daarom minder commerciële opdrachten aan en richtte hij zich steeds meer op zijn persoonlijke fotografie. Vanaf 1980 besloot hij zich helemaal terug te trekken uit de opdrachtenwereld en zich volledig te richten op zijn eigen fotografie. Peter Ruting presenteerde in 1983 voor het eerst zijn fotografische werk in de Canon Photo Gallery in Amsterdam. Hij had een voorkeur voor eenvoudige onderwerpen en maakte stillevens van alledaagse voorwerpen, zoals flessen, stenen, blikjes en stukjes hout, in pasteltinten met zachte achtergronden. Sommige foto's hadden als enige kleuraccent een rood balletje. 
Peter Ruting was winnaar van de Capi-Lux Alblas Prijs van 1986.
Hij publiceerde Gedachten gevormd, Uitgeverij Trendboek, 1988

## Tentoonstellingen
- Canon Photo Gallery, Amsterdam
- Nikon Foto Gallery, Zürich
- Art Display Schiphol, airport
- Galerie Daguerre, Paris
- Photography Gallery, Düsseldorf
- Museum Aemstelle, Amstelveen
- FNAC Etoile Paris, Brussels
- Singer Museum, Laren
- Photographer's gallery, London
- Paule Pia, Antwerp
- Museum Klooster, Ter Apel
- Weston States Museum, Santa Barbara, CA.
- Weston Gallery, Carmel, CA.
- Galerie 't Pakhuys, Naarden
- Galerie Bellamy, Vlissingen
- Galerie Zur Stockeregg, Zürich
- Rosa Spier Huis, Laren
- Art Center Gooiland, Hilversum
- Galerie Zur Stockeregg, Zürich
- Frankfurter Kunstmesse, Frankfurt
- Art Index, Amsterdam
- DHV, Amersfoort
- Holland Art Fair, The Hague
- Frans Jacobs Fine Art, Amsterdam
- Galerie RUDOLFV, Amsterdam
- Cachou Artelier, Amsterdam